# Eric Wynalda
Eric Boswell Wynalda, född 9 juni 1969 i Fullerton, Kalifornien, är en amerikansk fotbollstränare och före detta spelare. Wynalda gjorde det första målet i Major League Soccer 1996 och var den bästa målskytten för det amerikanska landslaget till 2008. Han blev invald till National Soccer Hall of Fame 2004.

## Karriär

### Klubblag
Eric Wynalda gick på San Diego State University 1987-1989 där han under tre säsonger gjorde 34 mål för universitetets fotbollslag. Han spelade även med det semi-professionella laget San Diego Nomads där han gjorde totalt fem matcher 1988-1989. Inför VM 1994 skrev Wynalda på ett kontrakt med United States Soccer Federation (USSF), vilket gjorde att han i klubblaget San Francisco Bay Blackhawks bara spelade 17 matcher 1990-1992.
I augusti 1992 lånade USSF ut Wynalda till FC Saarbrücken, vilket innebar att han blev den första amerikanen att spela i Bundesliga. Wynalda gjorde succé direkt och Saarbrücken valde då att köpa loss honom för 405,000 dollar. Saarbrücken åkte dock ur och året efter gjorde han 12 mål och 25 assister och blev dessutom utsedd till 2. Bundesligas bästa spelare. 1994 såldes han till VfL Bochum för 850,000 dollar.
Wynalda återvände till USA 1996, då den nya proffsligan Major League Soccer skulle starta. Han blev av förbundet tillsagd att spela för San Jose Clash. 6 april 1996 gjorde han det första målet någonsin i MLS när San Jose Clash vann med 1-0 mot DC United. Han blev efter säsongen utsedd till årets spelare i USA. 1999 blev Wynalda utlånad till mexikanska Club León, men skadades svårt och vilade från fotbollen i 5-6 månader. Efter att ha missat de första elva matcherna säsongen 1999 tradade San Jose bort Wynalda till Miami Fusion. Efter att målen uteblivit så bytte Miami Fusion bort Wynalda till New England Revolution mot Ivan McKinley i juli 2000.
3 maj 2001 byttes Wynalda bort till Chicago Fire, där han avslutade sin MLS-karriär. Efter att ha misslyckats med att få kontrakt med Los Angeles Galaxy 2002 skrev han på för Charleston Battery. Han skadade sig dock i en försäsongsmatch och valde då att avsluta karriären.
Efter karriären har Wynalda varit både tränare och tv-expert på Fox Sports.

### Landslag
Eric Wynalda gjorde debut för USA:s landslag 2 februari 1990 i en match mot Costa Rica. 14 mars samma år skrev Wynalda på ett kontrkat med United States Soccer Federation vilket gjorde honom landslagsspelare på heltid. Han spelade även VM 1990 där han bland annat fick rött kort i mötet med Tjeckoslovakien. Han deltog även i VM 1994 och Copa América 1995, där han kom med i turneringens lag efter mål mot både Chile och Argentina.
Han gjorde sitt tredje VM 1998, dock utan att göra något mål. När han slutade i landslaget 2000 hade han spelat 106 landskamper och gjort 34 mål, vilket var rekord tills 2007 då Landon Donovan passerade honom.